# Pena
Péna je vrsta koloidne snovi, ki nastane, kadar se žepi plina (dispergirana snov), navadno zraka, ujamejo v kapljevini ali trdnini (disperznem sredstvu). Zgleda pene sta kopalniška spužva ali pena na pivu. V večini pen je prostornina plina velika s tankimi filmi kapljevine ali trdnine, ki ločujejo predele plina. 
Če je disperzno sredstvo trdina, govorimo tudi o trdninski peni, kot sta na primer stiropor ali plovec. Pomembna delitev trdninskih pen je delitev na pene z zaprtimi in pene z odprtimi celicami. V peni z zaprtimi celicami plin tvori nezvezne žepe, katere popolnoma obkroža trdninski material. V peni z odprtimi celicami so plinski žepi povezani med seboj. Kopalniška spužva je zgled pene z odprtimi celicami - voda lahko brez problema teče skozi celotno strukturo spužve in odmika zrak. Zgled pene z zaprtimi celicami je kampirna podloga iz armaflexa - plinski žepi so ločeni med seboj, tako da je voda ne more prepojiti.
Pene so zgled dispergiranega sredstva. V splošnem je količina plina velika, tako da bo pena razdeljena na plinske mehurčke različnih velikosti (material je razpršen), ki jih ločujejo kapljevinska območja, ki lahko tvorijo filme, in ti se tanjšajo, če se kapljevinska faza odvaja ven. Kadar je glavno merilo majhno (običajno manj od 1 mikrometra), na primer pri zelo fini peni, lahko imamo to dispergirano sredstvo za koloid.
Izraz pena se lahko nanaša na karkoli, kar je podobno takšni peni, na primer kvantna pena, poliuretanska pena (penasta guma), ekstrudirana polistirenska pena (pena XPS), polistiren, fenolna ali katerakoli druga izdelana pena.

## Galerija
- Morska pena na plimskem bazenu od blizu
- Aluminijeva pena
- Povečana spenjena plastika
- Silikonski penasti mehurčki
- Penasti gejzir kot reakcija dietne kole in bonbonov Mentos